# Oonops acanthopus
Oonops acanthopus là một loài nhện trong họ Oonopidae.
Loài này thuộc chi Oonops. Oonops acanthopus được Eugène Simon miêu tả năm 1907.